# سیارک ۱۵۸۳۷
سیارک ۱۵۸۳۷ (به انگلیسی: 15837 Mariovalori، نامگذاری:1995DG13) پانزده هزار و هشتصد و سی و هفتمین سیارک کشف شده‌است که در ۲۵ فوریه ۱۹۹۵ کشف شد.
قدر مطلق سیارک برابر ۱۴٫۲۰ است.